# Rhodnius pallescens
Rhodnius pallescens es una especie de insecto del género Rhodnius (familia Reduviidae) descripta originalmente por H.G. Barber en 1932.
Se trata de un insecto hematófago que actúa como vector biológico en la transmisión del protozoo parásito Trypanosoma cruzi, causante de la Enfermedad de Chagas. En Panamá, es el principal vector en la transmisión de este parásito. Esta es una enfermedad muy relevante en el Hemisferio Occidental debido a que cada año se presentan alrededor de 56.000 nuevos casos de esta enfermedad y alrededor de 12.000 muertes anuales causadas por la misma.